# 市岡学
市岡 学（いちおか まなぶ、1968年 - ）は、日本のフリーアナウンサー。大阪府出身。
1991年4月より住之江競艇場においてレース実況を担当。2024年現在も担当を継続中である。
見た目が「ずんのやすや花田虎上に似ている」と言われる。

## 出演
- Boat Race Live SUMINOE〜BSイレブン住之江ボートレース中継〜（日本BS放送）